# Dobranîcivka, Iahotîn
Dobranîcivka (în ucraineană Добраничівка) este un sat în comuna Kapustînți din raionul Iahotîn, regiunea Kiev, Ucraina.

## Demografie
Componența lingvistică a localității Dobranîcivka
     Ucraineană (98,92%)
     Alte limbi (1,08%)
Conform recensământului din 2001, majoritatea populației localității Dobranîcivka era vorbitoare de ucraineană (98,92%), existând în minoritate și vorbitori de alte limbi.